# Viettesia rufibasis
Viettesia rufibasis là một loài bướm đêm thuộc phân họ Arctiinae, họ Erebidae.